# درايدن سبرينغ
درايدن سبرينغ (بالإنجليزية: Dryden Spring)‏ هو شخصية أعمال نيوزيلندي، ولد في 6 أكتوبر 1939.